# Chi trova un amico trova un tesoro
Chi trova un amico trova un tesoro è un film del 1981 co-scritto e diretto da Sergio Corbucci.
È il dodicesimo dei sedici film interpretati dalla coppia Bud Spencer e Terence Hill.

## Trama
Alan è un giovane che scommette ai cavalli prosciugando i risparmi del vecchio zio Brady, che da tempo gli racconta di un tesoro favoloso, nascosto in un'isola deserta dell'Oceano Pacifico. Inseguito dagli strozzini cui deve molti soldi, si rifugia clandestinamente sulla barca di Charlie, navigatore in procinto di partire per una crociera attorno al mondo in solitaria, sponsorizzato dall'azienda produttrice della marmellata Puffin. Quando Charlie scopre Alan a bordo inizialmente si infuria, ma poco dopo i due arrivano a una tregua, finché Charlie non si accorge che Alan ha dirottato la barca verso l'isola del tesoro. A quel punto comincia una nuova colluttazione che si conclude con il naufragio dei due, caduti fuori bordo. Persa la barca, i due riescono a raggiungere a nuoto l'isola, dove incontrano una primitiva tribù indigena, tra i quali Mama, la regina, e Anulu, suo figlio sciocco e ingenuo.
Dopo una prova di forza, con uno scontro fisico tra Anulu e Charlie vinto facilmente da quest'ultimo, i due sono accolti dalla tribù. Charlie e Alan si ritrovano poi a difendere la tribù stessa da moderni pirati, che attaccano ripetutamente l'isola predandola di giovani donne e uomini robusti. Sebbene in netto svantaggio numerico, Charlie e Alan a suon di botte li costringono a una fuga precipitosa. In seguito i due si mettono alla ricerca del presunto tesoro sepolto e scoprono che sulla sommità dell'isola esiste un fortino giapponese risalente alla seconda guerra mondiale, ancora difeso da Kamasuka, un anziano soldato fantasma che spara a chiunque tenti di avvicinarsi. Charlie e Alan riescono a espugnare il fortino rimettendo in moto un vecchio carro armato giapponese, trovato nascosto nella vegetazione.
Costretto ad arrendersi, il giapponese porta Alan e Charlie nei sotterranei del fortino, dov'è custodito un vero tesoro in denaro contante per milioni di dollari. In quel momento arrivano con un idrovolante anche gli strozzini che inseguivano Alan: con l'aiuto di Kamasuka e Anulu, Alan e Charlie riescono a catturare gli strozzini, e così hanno un mezzo per tornare alla civiltà. La sera, durante i festeggiamenti, Kamasuka informa Alan che il denaro è in realtà falso. Il giorno dopo Charlie, convinto erroneamente che Alan voglia tenere tutto il tesoro per sé, cerca di anticipare il rivale, sottraendo tutti i soldi ed abbandonando l'isola con l'idrovolante, non prima di essere trattenuto con la scusa di un romantico addio da ciascuna delle tre giovani figlie di Mama su espressa richiesta di Alan per permettere a quest'ultimo di salire sul velivolo di nascosto. Sull'aereo Alan informa Charlie che il denaro è falso, provocando quasi un incidente. Tuttavia i due dovranno tornare sull'isola precipitosamente quando Kamasuka li informa via radio del ritorno dei pirati che, liberati gli strozzini, hanno catturato e minacciano di morte l'intera tribù. Esaurito il carburante ed atterrati rocambolescamente sul villaggio, danno inizio a una scazzottata che termina con l'arresto dei malviventi da parte dei marinai americani della portaerei Forrestal sopraggiunta nel frattempo.
Il comandante dei militari li informa che in realtà il tesoro custodito sull'isola non era affatto denaro falso, voce messa in circolazione durante la guerra per sviare i giapponesi che alla fine hanno lasciato il denaro sull'isola. In compenso Mama, la regina della tribù, regala ad Alan un prezioso idolo diamantato del valore di 10 milioni di dollari, che lo stesso dimentica erroneamente dentro uno dei sacchi dei soldi reputati falsi e consegnati alle autorità americane; successivamente il governo americano, espone la statuetta idolo in un museo dove, in modo beffardo, i due amici sono infine assunti come uomini di fatica.

## Produzione
Il film è stato girato a Miami per le riprese iniziali; nonostante alla fine del film compaia il messaggio Il regista e l’intera produzione ringraziano di cuore le persone e le autorità dell’isola per la collaborazione cortese e generosa fornita durante le riprese di questo film e promettono solennemente di non tornare, né rivelare a nessuno la posizione di questo ultimo paradiso incontaminato, per le riprese sull'isola venne scelta l'isola di Key Biscayne, vicino a Miami e ad essa collegata tramite un ponte.
Il personaggio di Kamasuka è ispirato alla figura di Hiroo Onoda, ex ufficiale dell'intelligence giapponese che continuò a combattere sull'isola filippina di Lubang nonostante la resa del Giappone nella seconda guerra mondiale. Nel 1974, grazie all'intervento di un suo ex-comandante, si riuscì a convincere Onoda a deporre le armi e ad arrendersi. Curiosamente, l'attore John Fujioka interpreterà un personaggio simile sia nel 1980 (nel film L'ultimo viaggio dell'arca di Noè), che nel 1985 (un vecchio soldato di nome Shinyuki, segretamente maestro del ninjutsu) nel film Guerriero americano; un ulteriore ruolo simile appare interpretato dallo stesso attore in un episodio del telefilm L'uomo da sei milioni di dollari.
La barca utilizzata nel film è una Willard Vega 30 Horizon. La marmellata Puffin è diventata un prodotto reale: è prodotta in Germania e il logo e il motto sono quelli del film.
Nel film Charlie fa il nome di un'azienda giapponese produttrice di orologi chiamandola "Sarkio" (chiaro riferimento alla Seiko) e di un'azienda d'auto "Troyota" (comica storpiatura della multinazionale Toyota)

## Colonna sonora
A differenza della maggior parte dei film della coppia (di solito musicati dagli Oliver Onions) la colonna sonora di questo film è dei La Bionda. Il brano principale del commento musicale è Movin' cruisin' eseguito dai The Fantastic Oceans. Una delle tracce della colonna sonora si intitola “Corbucci's Island” ed è ispirata al regista del film, Sergio Corbucci.

## Distribuzione
Il film è stato distribuito nelle sale cinematografiche italiane a partire dal 22 dicembre 1981. Per l'edizione statunitense era previsto il titolo Keep your hands off the island, come si nota ancora su alcuni teaser trailer in rete, ma poi si è optato per Who finds a friend finds a treausure.

## Accoglienza

### Incassi
Il film si è classificato al 28º posto tra i primi 100 film di maggior incasso della stagione cinematografica italiana 1981-1982.